# Susana Schnarndorf
Susana Schnarndorf Ribeiro (Porto Alegre, 12 de octubre de 1967) es una nadadora paralímpica brasileña. En 2005, después de una larga carrera de triatlón, a la edad de 37 años, comenzó a experimentar los primeros síntomas de una enfermedad degenerativa que luego fue diagnosticada como atrofia del sistema múltiple (ASM). Después de un descanso del atletismo profesional, regresó al mundo de los deportes como nadadora y actualmente es miembro del Equipo de Natación Paralímpica de Brasil.

## Carrera
Comenzó su carrera de natación a los 11 años en Porto Alegre, Rio Grande do Sul, bajo la dirección de Mauri Fonseca. Fue cinco veces campeona brasileña de triatlón, compitiendo en numerosas carreras entre 1993 y 1997. Participó en los Juegos Panamericanos de 1995 en Mar del Plata, Argentina. Se mudó a Río de Janeiro y se casó con el triatleta brasileño Alexandre Ribeiro, con quien participó en varias competiciones internacionales de triatlón. Compitió en un total de 13 WTC Ironman Triathlons,  ganando seis de ellos. Junto con Alexandre Ribeiro, Tuvo tres hijos: Kaillani, Kaipo y Maila. Sin embargo, en 2005, solo unos meses después del nacimiento de su hija, la pareja se divorció. Más tarde ese año, comenzó a sentir los primeros síntomas de una misteriosa enfermedad degenerativa que luego fue diagnosticada como atrofia del sistema múltiple.
Susana ganó una medalla de plata en los Juegos Paralímpicos de Verano 2016 en Río de Janeiro, representando a su país en la categoría mixta de relevos estilo libre de 4x50m.

## Enfermedad
Pasaron varios años antes de que recibiera el diagnóstico correcto de atrofia del sistema múltiple. Su condición empeoró en 2008, cuando perdió la coordinación del lado izquierdo de su cuerpo. Como resultado de su discapacidad progresiva, no pudo criar a sus tres hijos sola, lo que provocó que se mudaran a la casa de su padre. La atrofia del sistema múltiple provoca la degeneración de múltiples partes del sistema nervioso y produce rigidez muscular, falta de coordinación y una disminución progresiva de la función de los órganos vitales, como los pulmones y el corazón. El daño neurológico es irreversible y permanente. La esperanza de vida varía de 5 a 10 años.

## Deporte paralímpico

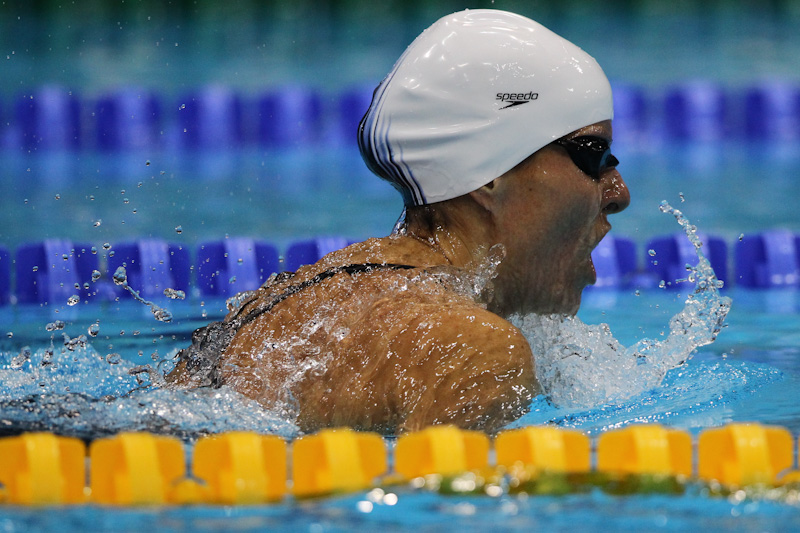
Juegos Paralímpicos de Londres 2012

Después de un período de depresión profunda, se unió al equipo de natación paralímpica brasileña en 2010. Fue campeona brasileña y mantuvo el récord en estilo libre de 50 m, 100 m, 400 m, pecho de 100 m y 200 m entre 2010 y 2012. En los Juegos Paralímpicos de Verano de Londres 2012, ocupó el cuarto lugar en los 100 m (SB7) pecho y fue quinta en los 200 m (SM7) medley. En 2013, ganó el campeonato mundial de estilo libre de 100 metros en la categoría SB6 del Campeonato Mundial de Natación Paralímpico IPC en Montreal, Canadá. Recibió el premio a la mejor atleta femenina, también en 2013, en el Premio Paralímpico de Río de Janeiro. El 9 de septiembre de 2016, ganó la medalla de plata en los Juegos Paralímpicos de Río 2016, en el relevo mixto de estilo libre de 4x50m, junto con nadadores como Daniel Dias, Joana Silva y Clodoaldo Silva el 9 de septiembre de 2016.

## Documentales
En 2016, participó en el documental '4All' junto con otros paralímpicos brasileños conocidos.
En 2018, el documental Un día para Susana dirigido por Giovanna Giovanini y Rodrigo Boecker, retrató a Susana entre los años 2014 y 2016, mostrando sus dramas familiares y de salud durante su viaje a los Juegos Paralímpicos de 2016 en Río de Janeiro. La película se estrenó mundialmente durante el 42º Festival Internacional de Cine de São Paulo y fue seleccionada oficialmente para el 40.º Festival de Cine de La Habana, 43.er Festival de cine de Atlanta, 17º Festival DocFilm de Gdansk en Polonia y 13º This Human World en Austria, donde recibió una mención honorífica del jurado en la sesión Up and Coming.

## Apoyo a la investigación
En septiembre de 2017, una organización no gubernamental de los EE. UU., Defeat MSA estableció el "Fondo Legacy MSA Susana Schnarndorf" con el objetivo de recaudar fondos para educación médica, investigación científica y apoyo para pacientes con MSA, especialmente aquellos que sufren de la enfermedad en América del Sur.